# Пшейма (Мазовецьке воєводство)
Пшейма (пол. Przejma) — село в Польщі, у гміні Ілув Сохачевського повіту Мазовецького воєводства.
Населення — 77 осіб (2011).
У 1975-1998 роках село належало до Плоцького воєводства.

## Демографія
Демографічна структура станом на 31 березня 2011 року:
|          | Загалом | Допрацездатний вік | Працездатний вік | Постпрацездатний вік |
| -------- | ------- | ------------------ | ---------------- | -------------------- |
| Чоловіки | 45      | 5                  | 34               | 6                    |
| Жінки    | 32      | 3                  | 21               | 8                    |
| Разом    | 77      | 8                  | 55               | 14                   |